# Amblyiulus creticus
Amblyiulus creticus är en mångfotingart som först beskrevs av Karl Wilhelm Verhoeff 1901.  Amblyiulus creticus ingår i släktet Amblyiulus och familjen kejsardubbelfotingar. Inga underarter finns listade i Catalogue of Life.